# Manfred von Clary und Aldringen
Manfred Graf von Clary und Aldringen (* 30. Mai 1852 in Wien; † 12. Februar 1928 auf Schloss Herrnau in Salzburg) war ein Politiker Österreich-Ungarns, langjähriger Statthalter der Steiermark und kurzzeitiger Ministerpräsident von Cisleithanien, der österreichischen Reichshälfte des Habsburgerreiches. 

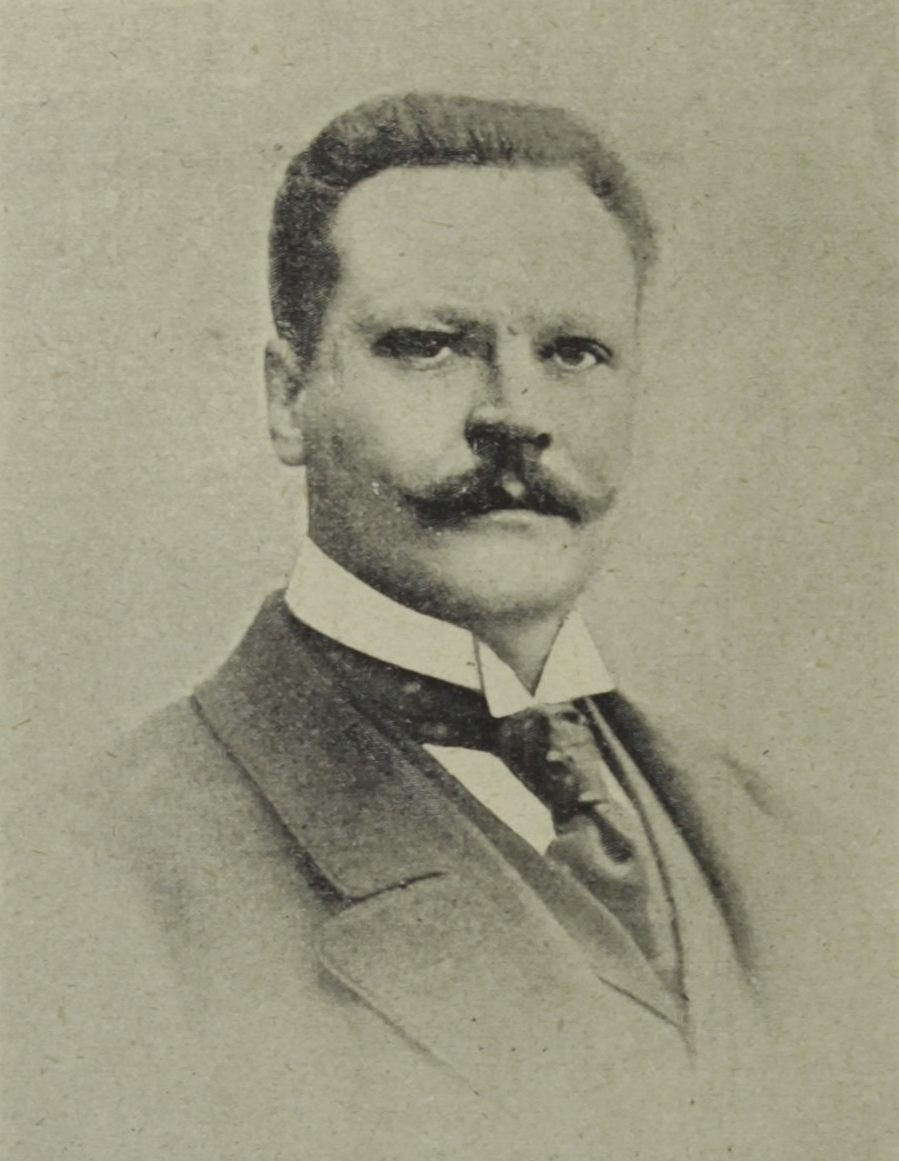
Manfred von Clary und Aldringen, um 1899

## Leben

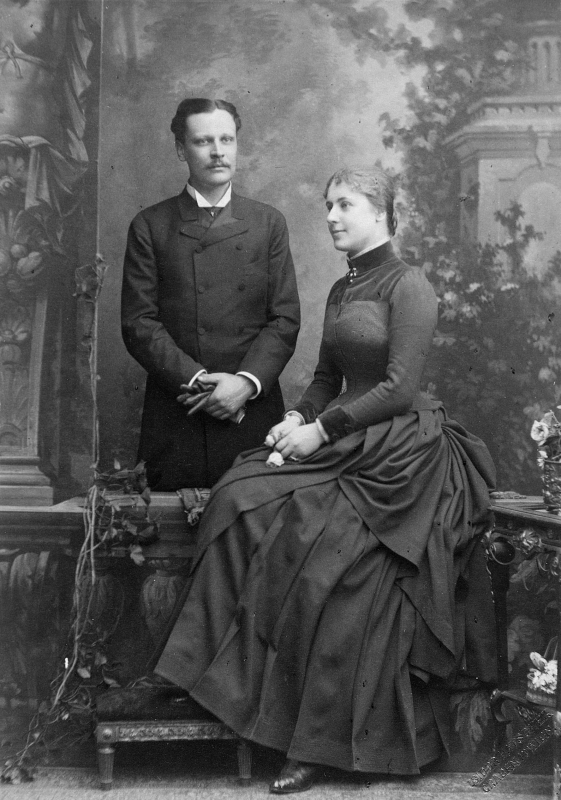
Manfred von Clary und Aldringen mit seiner Frau Franziska

Manfred entstammte als Sohn von Edmund von Clary und Aldringen (1813–1894) dem böhmischen Fürstengeschlecht Clary und Aldringen. Er studierte Rechtswissenschaft an der Universität Wien, trat 1877 in den Staatsdienst und wurde 1888 Bezirkshauptmann des Bezirks Wiener Neustadt. Am 22. Februar 1896 zum Landespräsidenten von Österreichisch-Schlesien ernannt, gelang es ihm die Reibungen zwischen den Nationalitäten im Kronland zu verringern.
Clary war von 1. Dezember 1898 bis 1918 der letzte k.k. Statthalter der Steiermark. Er war außerdem jahrelanges Mitglied des Herrenhauses des Wiener Reichsrats.
Von 2. Oktober 1899 bis 21. Dezember 1899 unterbrach Clary-Aldringen seine Statthalterschaft und amtierte als Ministerpräsident in Wien. Gleichzeitig war er auch Ackerbauminister. Seine Regierungszeit war gekennzeichnet durch fortgesetzte Obstruktion im Plenum des Reichsrats. Protestierten bis 1899 die deutschnationalen Parteien gegen die badenische Sprachenverordnung, so traten an ihre Stelle die tschechischen Mandatare, nachdem Clary am 14. Oktober 1899 die Sprachenverordnung wieder aufgehoben hatte. Seine Regierung war ein reines Beamtenkabinett, von vornherein nicht auf Dauer ausgelegt, mit der Auflage die Sprachenverordnung zurückzunehmen.
Als Statthalter der Steiermark modernisierte Clary die Verwaltung, gründete den Steirischen Notfallfond, setzte sich erfolgreich für die Bekämpfung der Tuberkulose ein und war im Ersten Weltkrieg auch Präsident des Roten Kreuzes im Kronland.